# Елена Поптодорова
Елена Бориславова Поптодорова-Петрова е български дипломат, политик, народен представител и общественик. Заема публични длъжности в годините, когато се създават политиките, насочени към българското членство в НАТО и Европейския съюз. Посланик на Република България в САЩ (2002 – 2008) и (2010 – 2016).

## Образование и придобита квалификация
Родена е в София. Завършва Първа английска езикова гимназия (1969), а след това Английска и Италианска филология в СУ „Климент Охридски“ (1975). Посещава и курсове в Университета в Лийдс (1974), Университета в Сиена (1976 – 1978) и преминава през двугодишен курс по Международни отношения и дипломация в УНСС (1979). Доктор хонорис кауза от Асъмпшън Колидж – САЩ (2006).

## Кариера

### Преводач
Поптодорова започва работа по разпределение в Комитета за културни връзки с чужбина. През 1975 г. превежда на африканска делегация на среща с Тодор Живков и той я забелязва. Постъпва в Министерството на външните работи през 1975 г. като правителствен преводач на най-високо равнище. Преводач е на Петър Младенов по време на съвещанието в Хелзинки. Превежда на Тодор Живков по време на срещи на високо ниво, включително и с Ричард Никсън.

### Дипломат
- 1975 – 1990: Работи в МВнР, започва като III секретар и стига до пълномощен министър на страната в Рим.
- 1987 – 1990: Генерален консул на България в Сан Марино (1987 – 90).
- 2001 – 2002: Директор на Дирекция „Международни организации и правата на човека“ в Министерство на външните работи (МВнР), говорител на МВнР.
- 2002 – 2008: Извънреден и пълномощен посланик в САЩ.[4]
- 2008 – 2009: Специален посланик за черноморския регион.
- 2009 – 2010: Директор на дирекция „Политика на сигурността“ в МВнР.
- 2010 – 2016: Извънреден и пълномощен посланик в САЩ.[5]

През двата си мандата на български посланик в САЩ, сред редица други дейности, Е. Поптодорова извършва и основното лобиране в Конгреса и администрацията на САЩ за българското членство в НАТО и ЕС, създава групата за приятелство с България в Камарата на представителите на Конгреса, развива мрежите на почетни консули, както и на български училища в САЩ. Допринася и за навлизането на най-големите американски инвестиции в България. През 2013 г. става преименуване на кръстовището до българското посолство във Вашингтон на името на Димитър Пешев.

### Политик
Политическата ѝ кариера започва през 1990 г. Избирана е за народен представител последователно във Великото народно събрание (с листата на БСП), в XXXVI (БСП), в XXXVII (БСП) и в XXXVIII народно събрание (с листата на Българска евролевица). В парламента работи в комисиите по външните работи, национална сигурност, радио и телевизия, права на човека и земеделие.
Заместник-председател е на българската делегация в Интерпарламентарния съюз, както и член на делегацията на XXXVIII Народно събрание в ПАСЕ в периода 1997 – 2001 г. Член на смесения парламентарен комитет „България – ЕС“.
През 2001 г. Елена Поптодорова напуска парламента, за да се върне към дипломатическата служба във Външно министерство.

### Кариера след дипломатическата служба
На 7 септември 2016 г. Поптодорова става първият директор на новосъздадения офис на Американския еврейски комитет за Централна Европа. На 1 март 2017 г. подава оставка по лични причини.
Поптодорова е един от бившите вицепрезиденти на Асоциацията на Атлантическия договор и е директор в Атлантическия клуб в България по евро-атлантическите въпроси и проект мениджър на националната програма „На три морета“.

## Обществена дейност
- Основател и член на УС на Атлантическия клуб в България (от 1991 г.)[12]
- Член на Настоятелството на Американския университет в България (от 1995 г.)[13]
- Член на УС на Асоциацията за семейно планиране (от 1996 г.)[13]
- Член на УС на Центъра за регионални и геополитически проучвания (от 1997 г.)[13]
- Член на Форума на жените във Вашингтон (от 2003 г.)[13]
- Член на изпълнителния съвет по дипломация, Вашингтон (от 2003 г.)[13]

## Награди и отличия
- 2007 г. – Отличие на директора на Сикрет сървис на САЩ за всеотдайна привързаност към идеалите и принципите на закона[2]
- 2008 г. – Годишната награда на Общата федерация на клубовете на жените в САЩ за лидерство и изключителен принос към утвърждаване ролята на жените[2]
- 2008 г. – Почетен медал за заслуги на МВР за изключителен принос в утвърждаване на върховенството на закона в България, защита на националния интерес и на националната и европейската сигурност[13]
- 2007 г. – Златен медал на МВнР за принос към членството на България в ЕС[13]
- 2003 г. – Златен медал на Атлантическия клуб за принос към българското членство в НАТО[13]
- 2003 г. – Сребърен медал по повод 100 години от установяването на дипломатически отношения между България и САЩ[13]
- 2002 г. – Почетен пожизнен член на Парламентарната асамблея на Съвета на Европа за службата ѝ в името на европейската кауза[13]

## Арест и съдебен процес в Полша
На 27 февруари 2017 г. Елена Поптодорова е задържана на летището във Варшава с обвинение за кражба на козметика от безмитен магазин, извършена три дена преди това и записана от камерите за наблюдение. Случката е съобщена от полската полиция и отразена от полската и международната преса. По случая е образувано дело, което се разглежда през октомври 2018 г. в съда във Варшава. На него тя признава кражбата, като не обяснява поведението си; преди това се извинява на компанията и заплаща щетите. Делото приключва с условно прекратяване при едногодишен изпитателен срок, което означава, че съдът е признал обвиняемия за виновен, но формално остава ненаказано лице.